# Lumbricillus tenuis
Lumbricillus tenuis is een ringworm uit de familie van de Enchytraeidae. De wetenschappelijke naam van de soort is voor het eerst geldig gepubliceerd in 1896 door Ude.